# Język sikaritai
Język sikaritai, także: aikwakai, araikurioko, ati, sikari, tori, tori aikwakai – język papuaski używany w prowincji Papua w Indonezji. Według danych z 2015 r. posługuje się nim 2 tys. osób.
Jego użytkownicy zamieszkują wsie Sikari, Iri i Haya (dystrykt Roufaer, kabupaten Mamberamo Raya).
Jest językiem tonalnym. Należy do rodziny języków Równiny Jezior.
Jest zapisywany alfabetem łacińskim.